# Complejo Deportivo y de Conciertos Heydər Əliyev
El Complejo Deportivo y de Conciertos Heydər Əliyev (en azerí Heydər Əliyev İdman-Konsert Kompleksi) es un pabellón multiusos ubicado en Bakú, Azerbaiyán. Se encuentra en la avenida Tiflis, entre el Hyatt y los Hoteles Europa. El pabellón fue elegido para acoger el tercer Festival de baile de Eurovisión, posteriormente pospuesto de forma indefinida. El estadio ha acogido otros eventos como por ejemplo el Caspian Oil & Gas y muchos otros eventos sobre tecnología en Azerbaiyán. Aparte de estos, también ha acogido eventos de motor como el Auto Show Azerbaíyán 2009. 
En 2015 fue sede de las competiciones de judo y lucha de los I Juegos Europeos.
En un principio, el estadio se llamaba Sports and Exhibition Complex simplemente pero, más tarde pasó a llamarse Heydər Əliyev Sports and Concert Complex, en honor al presidente Heydər Əliyev.